# DR-Baureihe 199
In die Baureihe 199 reihte die Deutsche Reichsbahn ab 1973 sämtliche schmalspurigen Diesellokomotiven ein. Dabei handelte es sich mit Ausnahme der Großlokomotiven 199.8 der späteren Harzer Schmalspurbahnen um Kleinlokomotiven.
| Bezeichnung | Bezeichnung        | Bezeichnung | Spurweite | Baujahr   | Typ          | Anmerkung |
| ab 1973     | bis 1970 1973      | ab 1992     | Spurweite | Baujahr   | Typ          | Anmerkung |
| ----------- | ------------------ | ----------- | --------- | --------- | ------------ | --- |
| 199 001     | Köf 6001 100 901   |             | 750 mm    | 1944      | HF 130 C     | |
| 199 002     | Köf 6003 100 902   | 399 703     | 750 mm    | 1942      | HF 130 C     | nach Ausmusterung 1975, 1978 als 100 902 reaktiviert, ab 1985 als 100 901, 1992 kurzzeitig als 310 901-4 bezeichnet |
| 199 003I    | Kö 6501 100 903    |             | 1000 mm   | 1953      | LKM Typ Ns 3 | 1983–1984 als 199 991 bezeichnet                                                                                    |
| 199 003II   |                    | 399 110     | 1000 mm   | 1983      | Kö II        | Umbau aus normalspuriger 100 128                                                                                    |
| 199 004I    | Kö 6502 100 904    |             | 1000 mm   | 1953      | LKM Typ Ns 3 | 1983 als 199 992 bezeichnet                                                                                         |
| 199 004II   |                    | 399 111     | 1000 mm   | 1983      | Kö II        | Umbau aus normalspuriger 100 287-2                                                                                  |
| 199 005     | Kö 7001 100 905    | 399 112     | 1000 mm   | 1964      | LKM V 10 C   | |
| 199 006     | Kö 7002 100 906    | 399 113     | 1000 mm   | 1964      | LKM V 10 C   | |
| 199 007     |                    | 399 701     | 750 mm    | 1957      | LKM Typ Ns 4 | 1973 von Feinspinnerei Venusberg erworben                                                                           |
| 199 008     |                    | 399 702     | 750 mm    | 1957      | LKM Typ Ns 4 | |
| 199 010     |                    | 399 114     | 1000 mm   | 1985      | Kö II        | 1985 Umbau aus normalspuriger 100 325-0                                                                             |
| 199 011     |                    | 399 115     | 1000 mm   | 1991      | Kö II        | 1991 Umbau aus normalspuriger 100 639                                                                               |
| 199 012     |                    | 399 116     | 1000 mm   | 1991      | Kö II        | 1991 Umbau aus normalspuriger 100 213                                                                               |
| 199 101     |                    |             | 600 mm    | 1969      | LKM V 10 C   | Berliner Parkeisenbahn                                                                                              |
| 199 102     |                    | 399 601     | 600 mm    | 1972      | LKM V 10 C   | Berliner Parkeisenbahn                                                                                              |
| 199 103     |                    | 399 602     | 600 mm    | 1957      | LKM Typ Ns 4 | Berliner Parkeisenbahn                                                                                              |
| 199 301     | V 30 001 C 103 901 | 399 603     | 1000 mm   | 1966      | LKM V 30 C   | |
| 199 861…892 |                    | 299 110–119 | 1000 mm   | 1988–1990 | Baureihe 110 | Umbau 1988–1990 aus Normalspurbaureihe                                                                              |